# Встреча с песней
«Встре́ча с пе́сней» — старейшая из выходивших в общегосударственный (СССР, а затем России) эфир музыкальная радиопрограмма. Основной автор и ведущий передачи — московский профессиональный актёр (чтец) Виктор Витальевич Татарский. Он вёл передачу, начиная с седьмого выпуска, после того, как актёр театра и кино Геннадий Бортников убедил и Виктора Татарского, и руководство Главной редакции музыкального радиовещания в том, что ведущим должен быть именно автор.

## История
Ранее, в 1940-е годы, на Всесоюзном радио существовала передача с таким же названием. Однако она никак не связана с передачей, придуманной Виктором Татарским.
Премьера передачи на Всесоюзном радио состоялась 31 января 1967 года. Продолжительность выпуска составляла один час. Позывным передачи стала мелодия песни «Одинокая гармонь». После 1991 года передача выходила на «Радио−1». С 1997 года выходила на «Радио России». С декабря 2017 года передача выходит на «Радио Культура» в 20:05 и на «Радио России» в 21:10 каждую вторую, четвёртую и (если есть) пятую субботу месяца.
11 ноября 2006 года вышла тысячная передача. 26 февраля 2022 года в эфир вышел 1431-й выпуск передачи, последний при жизни Виктора Татарского. По решению руководства «Радио России» выдало в эфир все выпуски, записанные автором заранее и запланированные для эфира на несколько месяцев вперёд. Последний такой выпуск — № 1467 — вышел в эфир 10 июня 2023 года, после чего стали выходить архивные выпуски. Последний выпуск вышел 30 декабря 2023 года, в настоящее время передача снята с эфира.

##### Формат передачи
Ведущий зачитывает письмо слушателя, рассказывающего какую-либо историю, чаще всего личную, связанную с определённой песней, после чего следует прослушивание анонсированной песни. По словам автора передачи, именно рассказы личных историй слушателей, связанные с воспоминанием о том или ином музыкальном произведении, коренным образом отличают «Встречу» от концертов по заявкам.
Передача успешно пережила перестройку, распад СССР и, став короче на десять минут, сохранилась в общероссийском эфире — теперь уже на «Радио России», хотя не всегда включалась в региональные сетки вещания местных филиалов ВГТРК, о чём ведущий рассказывал по письмам недовольных отсутствием передачи в их регионах слушателей.
Содержательная уникальность передачи в том, что автор и его сотрудники и добровольные помощники из числа филофонистов (коллекционеров музыкальных звукозаписей) ищут для программы редко исполняемые произведения разных жанров или их варианты, помогая слушателям найти песню иногда полувековой давности, из которой авторы писем могут припомнить иногда очень немногое. В передаче звучат как оперные и камерные произведения академической музыки, так и эстрада разных жанров и лет (часто середины XX века, что близко старшему поколению), но тщательно подобранные ведущим истории слушателей и прояснённые истории произведений придают даже небольшим и неброским произведениям новые краски восприятия. Привычная слушателям старшего поколения, передача привлекает, как следует из писем, читаемых автором в эфире, и лучшую часть молодёжи, способную ценить прекрасное и испытывать глубокие лирические чувства.

## Редакторы передачи
- 1967—1985 — Тереза Владиславовна Рымшевич;
- 1985—1997 — Татьяна Сергеевна Зубова;
- С 1997 обязанности редактора выполнял Виктор Витальевич Татарский.

## Режиссеры передачи (на «Радио России»)
- Максим Осипов
- Дмитрий Трухан
- Дмитрий Фёдоров